# Санні Леоне
Са́нні Лео́не (англ. Sunny Leone), справжнє ім'я — Ка́рен Малхо́тра (англ. Karen Malhotra), нар. 13 травня 1981) — канадська підприємиця, модель, акторка, танцюристка й кінорежисерка. Колишня порноакторка, модель журналів Penthouse і Hustler.

## Життєпис
Народилася в Сарнії в канадській провінції Онтаріо в сім'ї вихідців з Індії. Її батько — уродженець Тибету, виріс в Делі. Мати (померла у 2008) з міста Наха, округ Сірмур штату Хімачал-Прадеш. Росла дуже активною: грала в дворовий хокей, каталася на ковзанах на озері.
Хоча в родині виховувалася в традиціях сикхізму, батьки віддали її у католицьку школу, вважаючи публічну школу для неї небезпечною. Коли їй було 13 років, сім'я переїхала в США: спершу — в штат Мічиган, містечко Форт-Гретіот, а через рік — в Лейк-Форест в Каліфорнії , возз'єднавшись з ріднею.
За власними словами, перший секс у неї стався в 16 років, а в 18 вона відкрила свою бісексуальність. 1999 року закінчила школу, вступила на курси медсестер в окрузі Орандж.

### Кар'єра
Працювала в німецькій пекарні, в мережі автомайстерень Jiffy Lube, податковій та пенсійній службах.
У 2001 році з'явилася в Penthouse і Hustler, у 2003 році була обрана «дівчиною року» Penthouse. У тому ж році підписала трирічний контракт з компанією Vivid Entertainment, що займається зйомкою порнофільмів, з умовою, що зніматиметься лише в лесбійських сценах.
Останні два фільми контракту з Vivid були «It's Sunny in Brazil», знятий в Бразилії, і «The Sunny Experiment» спільно з Брі Лінн. Вони вийшли в 2007, коли вона продовжила контракт, погодившись зніматися з чоловіком — своїм нареченим Меттом Еріксоном.
У 2004 році виконала камео в комедії «Сусідка».

## Нагороди
- 2001 Penthouse Pet Of The Month — Березень
- 2001 Penthouse Pet Of The Year
- 2010 AVN Award — Найкраща групова сцена лесбійського сексу
- 2010 AVN Award — Веб-старлетка року[19]
- 2010 PornstarGlobal — 5 Star Award[20]
- 2010 F.A.M.E. Award — Улюблені груди[21]
- 2012 XBIZ Award — Сайт порнозірки року (SunnyLeone.com)[22]